# Monticomorpha flavolimbata
Monticomorpha flavolimbata är en insektsart som först beskrevs av Ludwig Redtenbacher 1906.  Monticomorpha flavolimbata ingår i släktet Monticomorpha och familjen Pseudophasmatidae. Inga underarter finns listade i Catalogue of Life.